# ماكسينس لكرواكس
ماكسينس لكرواكس (بالفرنسية: Maxence Lacroix)‏ (مواليد 6 أبريل 2000) هو لاعب كرة قدم فرنسي يلعب كمدافع في نادي فولفسبورغ.

## روابط خارجية
- ماكسينس لكرواكس على موقع الاتحاد الأوربي (الإنجليزية)
- ماكسينس لكرواكس على موقع رابطة كرة القدم الفرنسية للمحترفين (الإنجليزية)
- ماكسينس لكرواكس على موقع قاعدة بيانات كرة القدم.إي يو (الإنجليزية)
- ماكسينس لكرواكس على موقع ليكيب (الفرنسية)
- ماكسينس لكرواكس على موقع Soccerway.com (الإنجليزية)
- ماكسينس لكرواكس على موقع عالم كرة القدم.نت (الإنجليزية)